# Underground (Murakami)
Pour les articles homonymes, voir Underground.
Underground (アンダーグラウンド, Andāguraundo, 1997–1998) est un ouvrage écrit par le romancier Haruki Murakami concernant l'attentat au gaz sarin dans le métro de Tokyo de 1995 par la secte Aum Shinrikyo. Cet ouvrage est composé d'une série d'entretiens avec des personnes qui ont été affectées par l'attentat, ainsi que des entretiens avec les membres d'Aum, la secte religieuse à l'origine de l'attaque. Murakami espérait que grâce à ces entretiens, il pourrait saisir une facette de l'attentat que les médias à sensation japonais avaient passée sous silence: l'impact sur les citoyens lambda. Les entretiens ont été menés sur presque toute une année, de janvier à décembre 1996.
Les interviews mettent en valeur de nombreux aspects intrigants de la psyché japonaise. Le travail était la plus grande priorité pour la plupart des personnes interviewées. L'isolement, l'individualisme et le manque de communication sont aussi des thèmes forts qui se retrouvent dans de nombreux récits de l'attentat. Beaucoup de personnes parmi les interviewés ont exprimé leur désillusion concernant le matérialisme de la société japonaise et concernant les médias à sensation, ainsi que l'inefficacité du système d'urgence dans la gestion de l'attentat.
Cet ouvrage comprend également un essai personnel de Murakami sur le même sujet, « Cauchemar aveugle: où allons-nous, nous, Japonais ? » Dans cet essai, il critique l'échec des Japonais à tirer des leçons de cet attentat, préférant le qualifier d'acte extrême venant d'un groupe de lunatiques, plutôt que d'en analyser les causes réelles et ainsi empêcher des événements similaires dans le futur.
La version japonaise est bien accueillie, bien qu'elle ait été critiquée comme étant « réductrice », et la version anglaise « abrégée ».

## Histoire
Décrit comme une œuvre de « littérature journalistique », Underground est initialement publié en série d'entretiens séparés que Murakami a menés auprès des 60 victimes de l'attentat et de descriptions sur la mise en œuvre de l'attentat, ainsi qu'avec son essai, Cauchemar aveugle: où allons-nous, nous, Japonais? En 2013, la traduction française publiée inclut également des entretiens avec huit membres d’Aum.
Dans son édition japonaise d'origine, Underground est publié sans les entretiens avec les membres d'Aum (ils ont été publiés dans le magazine Bungei Shunju avant d'être rassemblés dans un volume séparé, Le lieu promis. La traduction française rassemble les deux ouvrages en un seul, mais est abrégée. Underground et Le lieu promis sont traduits de l'anglais par Dominique Letellier.

## Motivations
Dans sa préface, Murakami décrit ce qui l'a poussé à écrire : « Les médias japonais nous ont bombardés d'informations et de portraits des membres de la secte Aum - les « attaquants » -, ils ont conçu un récit si lisse, si séduisant que le citoyen moyen - la « victime » - était presque devenu accessoire... C'est pourquoi j'ai voulu, autant que possible, me garder de toute généralisation, reconnaître que chaque personne dans le métro ce matin-là avait un visage,  une vie, une famille, des espoirs et des craintes, des contradictions et des dilemmes, et que tous ces facteurs avaient leur place dans ce drame... De surcroît, j'avais dans l'idée qu'il fallait montrer le véritable visage des survivants, qu'ils aient été gravement traumatisés ou non, afin de mieux saisir l'ampleur de l'événement. »
Jay Rubin (un des traducteurs de la version américaine) maintient que Murakami avait aussi des motivations purement personnelles pour écrire Underground, comme le fait qu'il voulait en savoir plus sur le Japon après avoir vécu presque toujours à l'étranger pendant neuf ans et qu'il voulait tenir ses engagements vis-à-vis de la société japonaise.

## Méthode
Les entretiens dans Underground sont menés pendant l'année 1996. Ils sont enregistrés, transcrits puis édités. Les entretiens bruts sont ensuite envoyés aux personnes interviewées avant la publication pour vérifier leur cohérence et leur permettre de supprimer les parties qu'ils ne voulaient pas voir publiées.
Au début de chaque entretien, Murakami pose des questions d'ordre général sur la vie des personnes interviewées, lui permettant ainsi de brosser leur portrait avant chaque entretien dans le livre. Il fait cela pour « donner à chacun un visage », évitant ainsi de créer « un ensemble de voix sans corps. » Ses interviews avec les victimes sont similaires du point de vue du style à celles de Stuf Terkel dans Working, un emprunt d'idées que Murakami reconnaît, mentionnant également le journaliste Bob Greene. Ses entretiens avec les membres d'Aum sont volontairement plus agressifs.

## Conclusions
Murakami conclut Underground avec son essai Cauchemar aveugle: où allons-nous, nous, Japonais?. Cet essai est avant tout une critique de la réaction japonaise à l'attaque au gaz, non seulement concernant les décisions qui ont été prises, mais aussi concernant la mentalité adoptée par la plupart des Japonais après l'attentat. Il souligne qu'il existe une polémique mise en avant par les médias et bien trop vite acceptée par les Japonais, présentant les attaques comme l'opposition du « bien » et du « mal », de la « raison » et de la « folie », du « Nous » et du « Eux ». En voyant les attaques au gaz sarin comme « un crime extrême et exceptionnel commis par un groupe lunatique isolé », il était facile pour les citoyens japonais d'éviter une réalité plus sombre (à laquelle Murakami fait allusion avec le terme Underground, ajoutant ainsi plus de profondeur au titre du livre) de la société japonaise et des Japonais eux-mêmes.
Au cours de ses entretiens, Murakami fait remarquer que « la plupart des japonais semblent prêts à ranger l'événement dans une grosse boîte avec écrit choses passées et révolues, » mais cette mentalité les empêcher de tirer des leçons de l'incident. Murakami s'attache particulièrement à critiquer le système japonais de gestion de crise comme étant « imprévisible et complètement inadapté. » Il s'inquiète encore plus du manque d'ouverture du gouvernement concernant ses échecs qui pourrait mener à la répétition de ses erreurs passées. Murakami considère également un facteur qui a mené aux attaques (le transfert de la responsabilité personnelle par les membres de la secte au chef d'Aum Shoko Asahara), pourtant, il rappelle que peut-être tout le monde, y compris lui-même, fait ça jusqu'à un certain degré, acceptant ainsi la « version » de quelqu'un d'autre plutôt que d'être responsable de la leur.

## Réactions
La version de Underground qui ne comprenait pas les entretiens avec les membres d'Aum est qualifiée de « biaisée », un point de vue partagé par Murakami lui-même, ce qui mène à la publication de l’essai Le lieu promis. Malgré ce côté potentiellement réducteur, la première version de Underground est vendue à 270 000 exemplaires les deux mois qui ont suivi sa sortie au Japon.
Les critiques de la traduction anglaise (puis française) se sont révélées généralement positives et enthousiastes, même si  plusieurs interviews de salariés incluses dans l'ouvrage ont été supprimées (passant de 62 dans l'original à 34 dans la version traduite).

## Thèmes récurrents
Alors que ce livre se compose de récits d'individus aux origines variées, les histoires partagent des thèmes communs, et rassemblées, mettent au jour de nombreux aspects intrigants de la psyché japonaise et des valeurs de la société japonaise dans son ensemble. Elles donnent tout particulièrement un aperçu de la vie et de la façon de penser des banlieusards japonais (comme les attaques ont eu lieu le matin, presque tous les interviewés se trouvaient dans le métro pour faire leur trajet habituel).
Un des thèmes les plus récurrents est la valeur et l'importance que les interviewés donnent à leur emploi. Faire des heures supplémentaires semble être normal pour eux (ils sont nombreux à dire qu'ils se lèvent tôt pour arriver au travail jusqu'à 90 minutes à l'avance). Bien qu'ils souffraient de symptômes physiques extrêmes à cause de l'inhalation du sarin, presque tous les interviewés se sont quand même rendus sur leur lieu de travail, ne se rendant à l'hôpital que s'ils ne pouvaient plus travailler, ou sous l'insistance d'un collègue ou d'un supérieur. Plusieurs d'entre eux sont retournés travailler très peu de temps après les attaques, même s'ils n'étaient pas encore tout à fait guéris. Un vendeur déclare : « Honnêtement, j'aurais mieux fait de prendre plus de congés maladie; mais voilà: l'entreprise n'était passez généreuse pour me les payer. J'ai dû travailler de 9 heures à 17 heures, sans compter les heures supplémentaires, comme d'habitude. »
Le thème de l'isolement et du manque de communication entre les banlieusards représentait aussi un sujet important. Malgré l'inconfort évident causé par le gaz, la plupart des interviewés n'ont pas l'idée de demander aux autres passagers ce qui se passait, préférant attendre jusqu'au prochain arrêt pour changer de train et s'éloigner du problème. Un témoin déclare : « Personne n'a dit un mot, tout le monde restait silencieux. Pas de réponse, pas de communication. J'ai vécu en Amérique pendant un an, et croyez-moi, si la même chose était arrivée en Amérique il y aurait eu un vrai scandale. Tout le monde se serait mis à crier « qu'est-ce qui se passe ? » et on se serait rassemblés pour en trouver les raisons. » De plus, les passagers qui ont perdu conscience sont restés étendus sur le sol pendant un bon moment. Les banlieusards, à quelques exceptions près, n'ont pas essayé de les aider, mais ont préféré attendre les employés dont c'était le travail d'intervenir.
De nombreux interviewés expriment également un niveau de désillusion concernant la société japonaise et son insistance sur les biens matériels, souvent au détriment du côté spirituel ou moral de la société. Un témoin va même jusqu'à déclarer « nous avons perdu tout sens critique et les biens matériels sont tout ce qui compte. L’idée qu’il est mal de blesser autrui disparaît peu à peu. » Une autre victime, qui travaillait dans le métro, déclare « Je savais déjà que la société en était arrivée à un point où quelque chose comme Aum allait se produire... Il s'agit du sens moral de la population. » Plusieurs interviewés ont aussi manifesté leur mécontentement vis-à-vis des médias, notamment la façon dont ils ont déformé et dramatisé les attaques au gaz sarin. Murakami a lui-même exprimé un ressenti similaire dans la préface de son livre.